# Štefan Selmar
Štefan Selmar tudi Števan Selmar, ponekod Selnar (madžarsko Szelmár István, provotno Slamar/Szlámár), prekmurski rimskokatoliški duhovnik in pisatelj, *ok. 23. oktober 1820, Gornja Lendava (Grad), † 15. februar 1877, Ivanovci.

## Življenje
Nejgov oče je bil Mihael Slamar, mati pa Magdalena Flisar. Teologijo je študiral v Sombotelu (Szombathely), v duhovnika je bil posvečen 20. julija 1845. Najprej je bil črenšovski (1845-1856) in nato turniški (1856-1860) kaplan. Od leta 1860 do leta 1876 je bil župnijski upravitelj v Kančevcih. Leta 1876 se je upokojil in do smrti živel v Ivanovcih (to je bila filija Kančevcev).
Selmar je prevedel knjigo Alajosa Róderja Bibliai Történetek (Biblijske zgodbe).

## Delo
- Zgodbe Sztároga i Nóvoga Zákona, za s'olszko detczo poleg knige Roder Alajosa na sztari szlovenszki jezik prenesene. Vödane po drüstvi szvetoga Stevana. Z- dopüsztsényem V. p. g. Szombotelszkoga püspeka. V- Jagri (Erlau). Stamp Archi Lyceo 1873.